# 日野光子
日野 光子（ひの みつこ、生没年不詳）は、室町時代の女官。父は日野有光。称光天皇の典侍となり、権大納言典侍の女房名を受けた。本姓での呼称は藤原光子。

## 生涯
権大納言や後小松上皇の院執権をつとめる日野有光の娘として生まれ、後宮入りした。応永32年（1425年）正月には流産したという噂が流れ、3月には有光が突如出家している。4月には光子と三条実雅が密通しているという噂が立ち、激怒した称光天皇は実雅を解官し、光子を押し込めるという騒ぎとなっている。密通が事実であるとは強く信じられておらず、中山定親も懐疑的であったが、称光天皇の精神状態によりこれほどまでの騒ぎとなったとされる。足利義持の調停によりこれ以上の処分者は出ず、光子も後宮での任務を継続することとなる。称光天皇の没後後花園天皇の時代にも御乳母典侍をつとめ、大納言典侍広橋綱子と並ぶ権威を持っていたと見られる。永享5年（1433年）に後小松法皇が崩御した際には素服を賜っている。永享6年（1434年）に父有光が足利義教の勘気を蒙って隠居に追い込まれた後も後宮での勤務を続けたが、義教が出席する宴席には顔を見せないようにという圧力をうけるようになった。
嘉吉3年（1443年）9月23日、父の有光が後南朝勢力に加担して御所に乱入、三種の神器の一部を奪い取って自らは討たれるという事件が起きた（禁闕の変）。光子も御所を逐電し、以後の消息はわかっていない。